# Procuste
Pour l'insecte, voir Procruste.

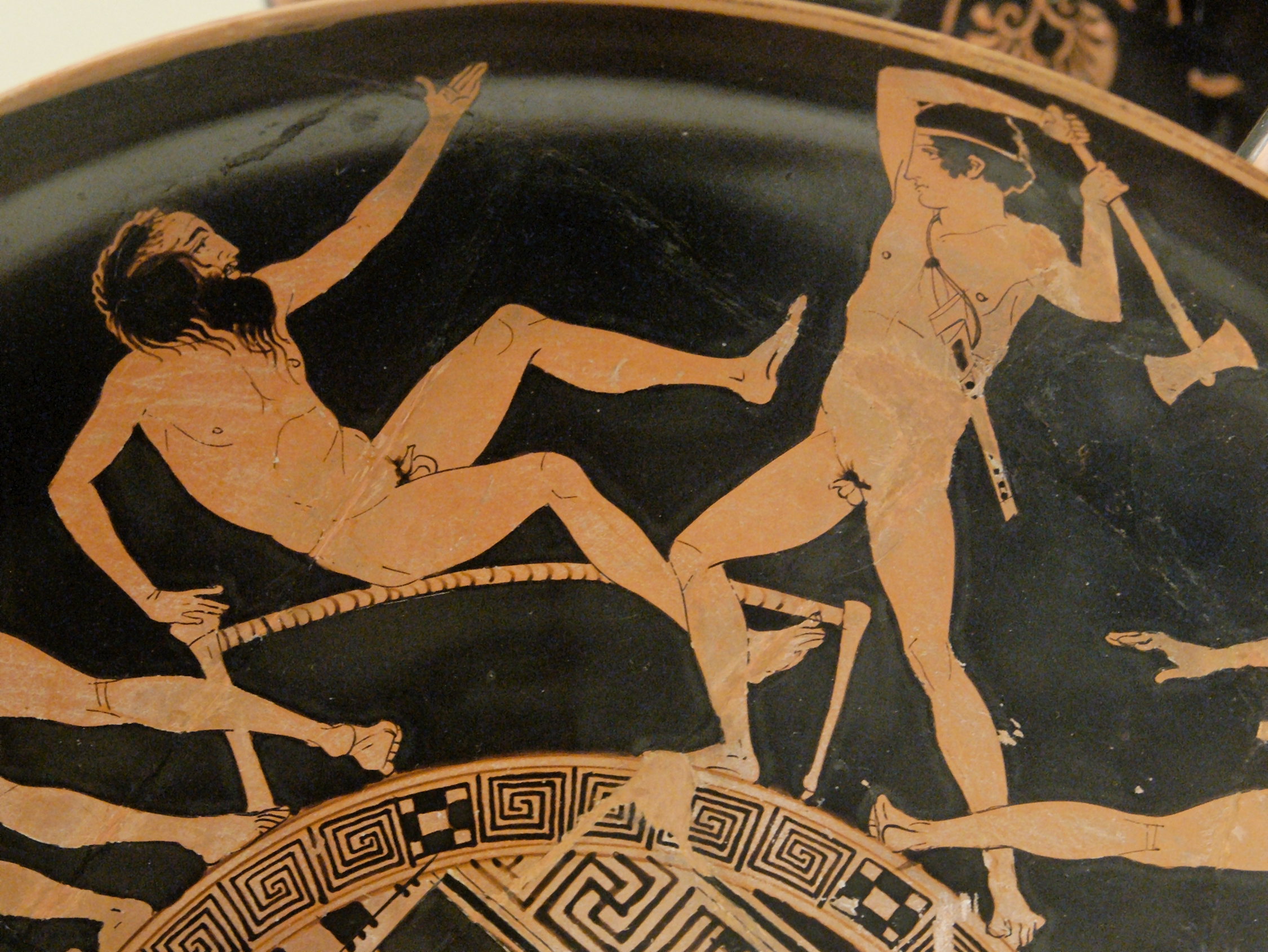
Thésée et Procuste, kylix attique à figures rouges, 440-430 av. J.-C., British Museum (Vase E 84)

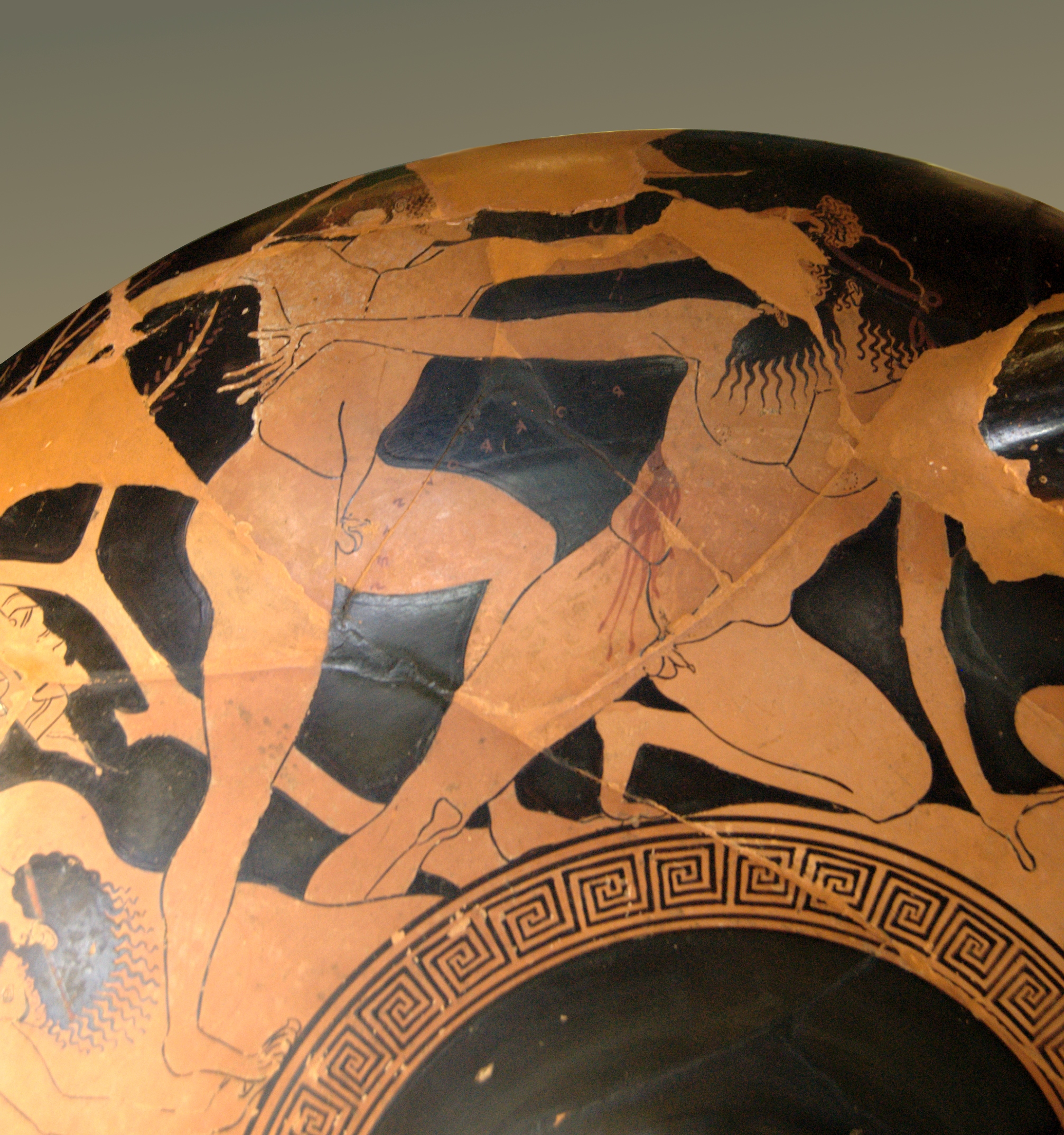
Thésée et Procuste, kylix attique à figures rouges, 500-490 av. J.-C., musée du Louvre (G 104)

Dans la mythologie grecque, Procuste (déformation de Procruste, en grec ancien Προκρούστης / Prokroústês, littéralement « celui qui martèle pour allonger ») est le surnom d'un brigand de l'Attique nommé Polypémon (Πολυπήμων / Polupếmôn, « le très nuisible »). Il a pour autre surnom Damastès (Δαμαστής / Damastếs, « le dompteur »).
Procuste est connu pour ne vouloir héberger chez lui que des personnes d'une taille donnée : il contraignait les voyageurs à s'allonger sur un lit ; il leur coupait les membres trop grands et qui dépassaient du lit, et étirait les pieds de ceux qui étaient trop petits. 
On parle couramment de « lit de Procuste » pour désigner les tentatives de contraindre les choses à un seul modèle, une seule façon de penser ou d'agir, en référence aux pratiques de ce personnage.

## Mythe
Dans la vie de Thésée, Apollodore rapporte la légende suivante : « Son sixième exploit fut le meurtre de Damastès que certains appellent Polypémon. Celui-là habitait au bord de la route. Il possédait deux lits, l'un très petit et l'autre très grand ; et tous ceux qui passaient par là, il leur proposait d'être ses hôtes. Mais, ensuite, ceux qui étaient petits de taille il les allongeait dans le grand lit et il leur déboîtait toutes les articulations jusqu'à les faire devenir aussi grands que le lit ; et les grands, par contre, il les mettait dans le petit lit, et il sciait les membres de leur corps, qui dépassaient. »
Un seul lit, toutefois, est mentionné dans la version classique, telle que la rapporte Diodore de Sicile : « Après cela, Thésée tua Procruste, qui demeurait à Corydalle, dans l'Attique. Procruste contraignait les voyageurs de se jeter sur un lit ; il leur coupait les membres trop grands et qui dépassaient le lit, et étirait les pieds de ceux qui étaient trop petits. C'est pour cette raison qu'on l'appelait Procruste. » Le nom de Procruste, utilisé par Diodore, est plus conforme à l'étymologie (προκρούω, j'étire avec violence) que celui de Procuste, généralement adopté en français.